# Aéroport international de Kansas City
Pour les articles homonymes, voir MCI.
L'aéroport international de Kansas City  (code IATA : MCI • code OACI : KMCI), en anglais Kansas City International Airport, est un aéroport public situé à 24 km au nord-ouest du centre de Kansas City, dans le Missouri. C'est le trente-huitième aéroport nord-américain, avec plus de 11,5 millions de passagers qui y ont transité en 2008.
L'aéroport sert de hub secondaire pour Midwest Airlines. Southwest Airlines y opère également un grand nombre de vols quotidiens. Malgré son nom, l'aéroport assure principalement des vols intérieurs.

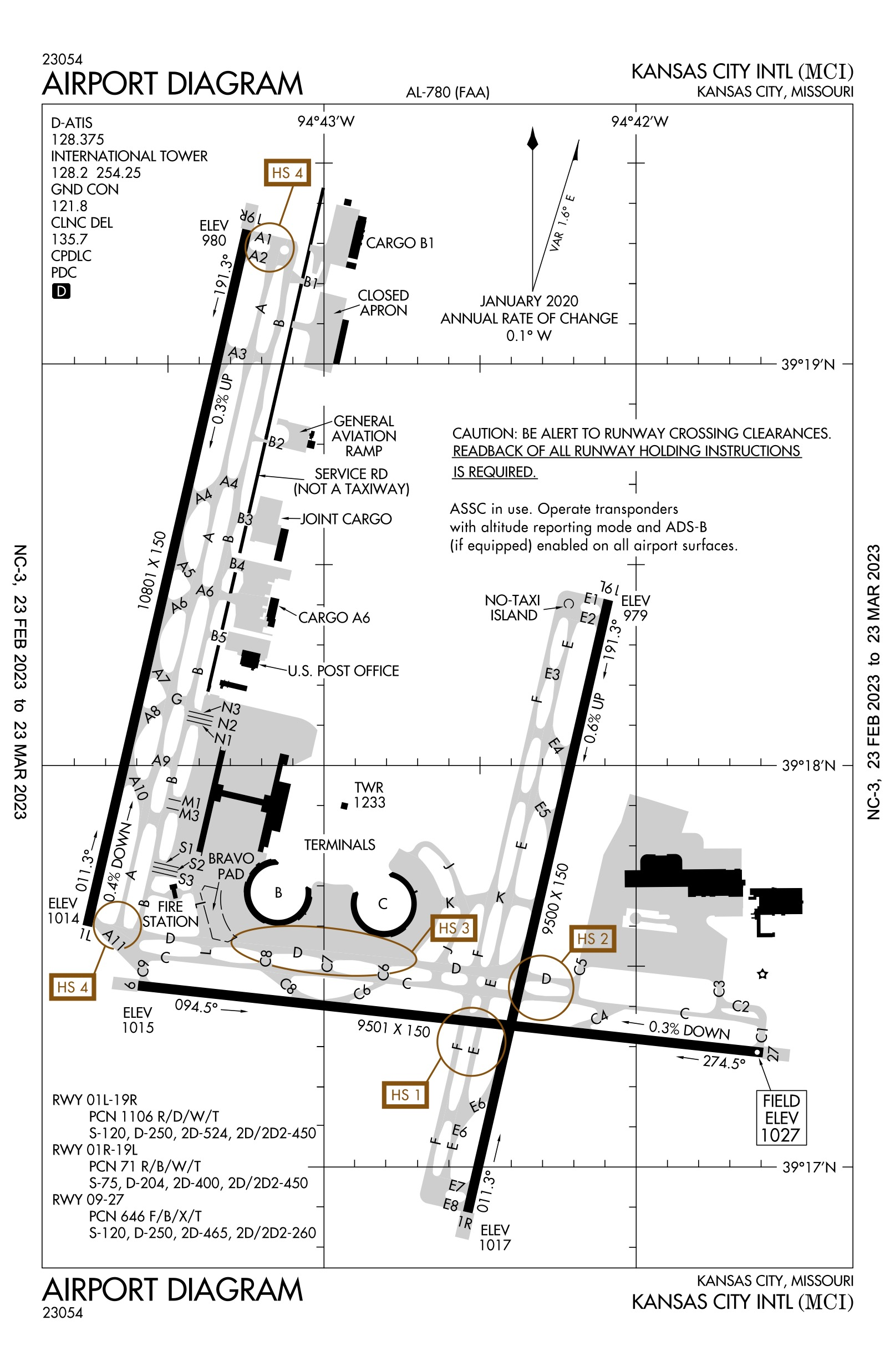
Plan de l'aéroport.

Il a été créé à la suite de la grande inondation de 1951 qui avait détruit les installations de l'aéroport de Fairfax et l'aéroport central de Kansas City de part et d'autre de la rivière Missouri. Son premier nom fut Mid-Continent International Airport, d'où MCI comme code IATA (que les autorités de l'aéroport n'ont jamais réussi à faire changer en KCI tant pour des raisons techniques qu'administratives).
Kansas City International a été classé no 1 parmi les aéroports de taille moyenne dans l'étude de satisfaction 2007 du J.D. Power and Associates des aéroports d'Amérique du Nord. L'étude considère une taille moyenne quand il gère entre une capacité de 10 à 30 millions de passagers par année.

## Statistiques
Pour des raisons techniques, il est temporairement impossible d'afficher le graphique qui aurait dû être présenté ici.

Voir la requête brute et les sources sur Wikidata.

## Compagnies et destinations
| Compagnies         | Destinations | Refs   |
| ------------------ | --- | ------ |
| Air Canada Express | Toronto (Pearson) | [ 3 ]  |
| Alaska Airlines    | Seattle-Tacoma En saison : Portland | [ 4 ]  |
| Allegiant Air      | Phoenix-Mesa-Gateway En saison : Fort Walton-Nord Floride, Orlando-Sanford, Punta Gorda (Floride), St. Petersburg-Clearwater | [ 5 ]  |
| American Airlines  | Charlotte-Douglas, Dallas-Fort Worth, Miami, Philadelphie, Phoenix-Sky Harbor En saison : Cancún | [ 6 ]  |
| American Eagle     | Chicago-O'Hare, Dallas-Fort Worth, Miami, Philadelphie, New York-LaGuardia, Washington-Reagan En saison : Charlotte-Douglas | [ 6 ]  |
| Delta Air Lines    | Atlanta H.-Jackson, Détroit, Los Angeles, Minneapolis-Saint-Paul, Salt Lake City, Seattle-Tacoma | [ 7 ]  |
| Delta Connection   | Boston Logan, Minneapolis-Saint-Paul, New York-LaGuardia En saison : Détroit, Salt Lake City | [ 7 ]  |
| Frontier Airlines  | Denver En saison : Cancún, Orlando, Philadelphie | [ 8 ]  |
| Southwest Airlines | - Albuquerque, - Austin-Bergstrom, - Atlanta H.-Jackson, - Baltimore-T. Marshall, - Chicago-Midway, - Dallas-Love Field, - Denver, - Fort Lauderdale-Hollywood, - Houston-W. P. Hobby, - Indianapolis, - Las Vegas-Harry-Reid, - Los Angeles, - Milwaukee-General Mitchell, - Minneapolis-Saint-Paul, - Nashville, - La Nouvelle-Orléans-L. Armstrong, - New York-LaGuardia, - Oakland, - Orlando, - Phoenix-Sky Harbor, - Raleigh-Durham, - Lambert-Saint Louis, - San Antonio, - San Diego, - Seattle-Tacoma, - Tampa, - Washington-Reagan En saison : - Fort Myers, - Portland | [ 9 ]  |
| Spirit Airlines    | Détroit, Las Vegas-Harry-Reid, Los Angeles, Orlando, Pensacola En saison : Fort Lauderdale-Hollywood, Myrtle Beach | [ 10 ] |
| United Airlines    | Chicago-O'Hare, Denver, Houston-George Bush, Washington-Dulles En saison : Newark-Liberty, San Francisco | [ 11 ] |
| United Express     | Chicago-O'Hare, Denver, Houston-George Bush, Newark-Liberty, San Francisco, Washington-Dulles | [ 11 ] |

Édité le 13/03/2021

## Source
- (en) Cet article est partiellement ou en totalité issu de l’article de Wikipédia en anglais intitulé « Kansas City International Airport » (voir la liste des auteurs).